# Lucien Lamoureux (France)
Pour les articles homonymes, voir Lamoureux et Lucien Lamoureux.
Lucien Lamoureux, né le 16 septembre 1888 à Viplaix (Allier) et mort le 5 août 1970 à Creuzier-le-Vieux (Allier), est un homme politique français.

## Biographie

### Jeunesse et études
Jacques Julien Lucien Lamoureux est issu d'une famille de fendeurs de bois installée à Viplaix, localité du sud-ouest de l'Allier. Son grand-père, François Lamoureux (1814-1884), un bûcheron maître-fendeur illettré, fut déporté en Algérie pour sa résistance au coup d'État du 2 décembre 1851, puis gracié par Napoléon III et libéré en 1853. 
Son père, Étienne Lamoureux (1854-1939), menuisier puis négociant, a lui-même une carrière politique : il est maire de Viplaix pendant 46 ans, conseiller général de l'Allier et vice-président du Conseil général et député radical-socialiste de l'Allier de 1910 à 1914, battu par Paul Constans lors des élections législatives de 1914. Il est l'auteur de Mémoires Les souvenirs d'un vieillard, restés inédits. Sa mère, Marie Ragon, est institutrice à Viplaix, mais abandonne rapidement son métier pour s'occuper de son ménage, de ses enfants et aider son mari dans son activité professionnelle.
Après l'école primaire à Viplaix, il entre directement en cinquième en 1900 au lycée de Montluçon. Il obtient le baccalauréat en 1906. Il étudie à l'École libre des sciences politiques, où il se sent « guère à [s]on aise » du fait du décalage entre son origine sociale et celle des grands bourgeois qui y étudient. Il suit également des cours à la faculté de droit de Paris. Lors de ses études de droit, il se lie d'amitié avec Pierre Laval, qu'il décrit dans ses souvenirs comme ambitieux. Il est titulaire d'un doctorat en droit.

### Carrière professionnelle
Après son service militaire qu'il effectue de 1909 à 1911, notamment à Batna, il devient clerc d'avoué, puis secrétaire d'agréé au Tribunal de Commerce de la Seine, tout en préparant et passant sa thèse de doctorat ayant pour sujet Les Syndicats agricoles, leur œuvre coopérative et la Mutualité agricole dans le Bourbonnais.
En juin 1913, il prête serment et devient avocat au barreau de Paris. Il est engagé dans le cabinet de Louis Noguères. Il est ensuite mobilisé du 1er août 1914 au 1er août 1919 ; il est notamment mobilisé dans l'Armée d'Orient, chargé du Train des équipages, et donne le récit détaillé de sa vie de sous-officier pendant la Première Guerre mondiale dans ses souvenirs publiés en 1969.

### Carrière politique
Il s'engage politiquement lors de ses années à l'École libre des sciences politiques. En mars 1907, il fonde avec son ami René Doutrelaut le Groupe amical des Étudiants républicains de l'École des sciences politiques. De 1912 à 1914, il est président de la Fédération des étudiants républicains créée par Edmond Bloch pour s'opposer aux étudiants royalistes et à l'Action française. 
Il devient député radical de l'Allier en 1919. Il conserve ce siège jusqu'en 1936, et le reprend en 1937 après la démission du socialiste Jean Barbier en défendant une position hostile au Front populaire pour l'occuper jusqu'en 1940. Durant cette période, il est appelé au sein de différents gouvernements. Son premier poste ministériel est celui de ministre de l'Instruction publique et des Beaux-arts du 9 mars au 23 juin 1926 dans le gouvernement Aristide Briand (9). 
Il reprend son siège de député jusqu'en 1930. Il est ministre des Colonies du 21 février au 2 mars 1930 dans le gouvernement Camille Chautemps (1). Retournant siéger à la Chambre, il attend trois ans pour devenir ministre du Budget, du 31 janvier 1933 au 26 octobre 1933 dans le gouvernement Édouard Daladier (1).  
Un mois plus tard, il est ministre du Travail et de la Prévoyance sociale du 26 novembre 1933 au 9 janvier 1934 dans le gouvernement Camille Chautemps (2). Il retrouve le ministère des Colonies du 9 au 30 janvier 1934 lors d'un remaniement ministériel. 
Il devient une semaine plus tard ministre du Commerce et de l'Industrie. Il conserve ce poste jusqu'au 8 novembre 1934, date à laquelle il quitte le gouvernement Gaston Doumergue (2). 
Le 21 mars 1940, il est nommé ministre des Finances au sein du gouvernement Paul Reynaud. Il conserve ce poste jusqu'en juin 1940.  
En 1940, il prend la décision, dans le plus grand secret, d'évacuer l'or de la Banque de France puis de le sortir de France, son geste sauve l'or de la France, qui reste caché aux États-Unis, au Canada, à Fort-de-France, à Dakar, à Kayes, à Alger et à Casablanca.
Le 10 juillet 1940, il vote les pleins pouvoirs au maréchal Pétain. Sous l'Occupation, il est membre du Conseil national instauré par Vichy. Le 30 mars 1941, il signe la Déclaration de Nîmes qu'il adresse avec d'autres parlementaires radicaux au Maréchal Pétain : « Nous admirons la façon dont vous avez fait don de votre personne à la Patrie. »
Après la guerre, il devient conseiller général du canton de Vichy d'octobre 1950 à juin 1961.
Lucien Lamoureux est aussi président du Sanciau, association des Bourbonnais de Paris. 

## Vie privée
Il épouse Madeleine Marie Alice Dioux le 7 septembre 1920 à Montluçon, laquelle, née le 16 février 1899, meurt le 13 janvier 1979 à Creuzier-le-Vieux. Lamoureux est inhumé dans le cimetière de cette commune.

## Prix Lucien Lamoureux de la ville de Vichy
Sa veuve fait un legs à la ville de Vichy, destiné à créer un prix « qui récompensera, chaque année, le meilleur artisan de la région, sans distinction de profession ni d’âge ». Ce prix est décerné chaque année, depuis 1981, par un jury représentant la municipalité et la Chambre de métiers et de l'artisanat de l'Allier. En 2020 et 2021, le prix a été doté de 1.700 euros.
Ce prix est destiné à mettre en lumière et à récompenser les plus hautes qualités professionnelles et morales d'un artisan immatriculé au Répertoire des métiers. En cas de classement ex aequo, ce prix est réparti à égalité.

## Sources
- « Lucien Lamoureux (France) », dans le Dictionnaire des parlementaires français (1889-1940), sous la direction de Jean Jolly, PUF, 1960 [détail de l’édition]